# Вулиця Зої Бутенко
Ву́лиця Зо́ї Буте́нко — вулиця в Голосіївському районі міста Києва, місцевість Голосіїв. Пролягає від Коломийського провулку до тупика.

## Історія
Вулиця виникла в 50-ті роки XX століття під назвою Нова. Рішенням  №1428 Виконавчого комітету київської міської ради депутатів трудящих від 20 серпня 1957 року була перейменована на честь російського фізіолога Івана Сєченова. 18 січня 2024 року перейменована на честь української науковиці у галузі онкології Бутенко Зої Андріївни(рішення Київської міської ради №7604/7645) .

## Установи та заклади

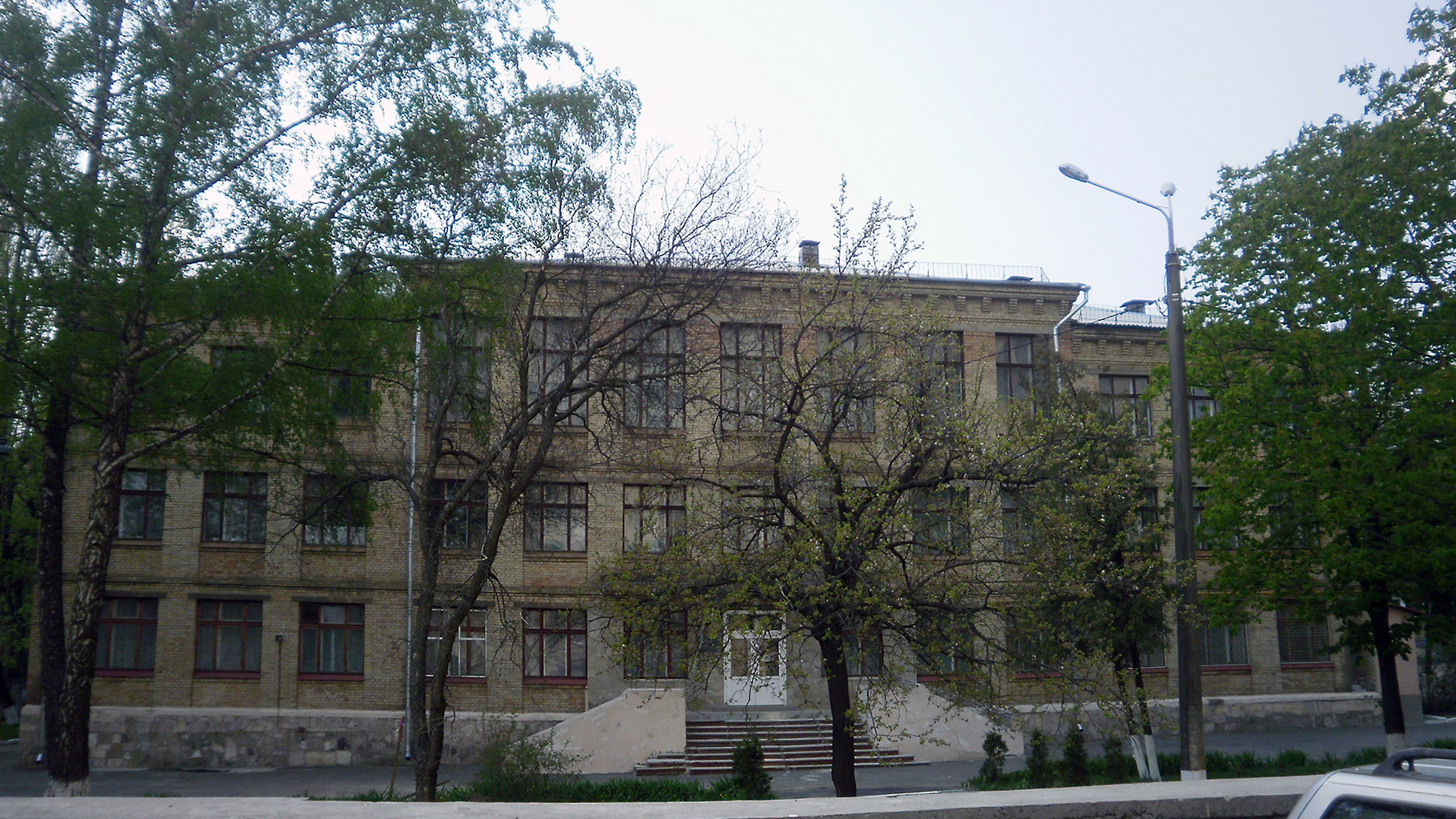
спецшкола № 9 для слабочуючих, типовий проєкт 2-02-73

- Середня загальноосвітня школа № 186 (буд. № 8)
- Школа-інтернат для дітей зі зниженим слухом № 9 (буд. № 9)
- Гуртожитки № 16 і № 17 Київського національного університету імені Тараса Шевченка (факультет кібернетики та інститут філології) (буд. № 6)